# غير أوستورب
غير أوستورب هو لاعب كرة يد نرويجي. مثل منتخب النرويج لكرة اليد في 91 مباراة. شارك معه في بطولة العالم لكرة اليد للرجال 1999.